# Gouden Bul van 1356

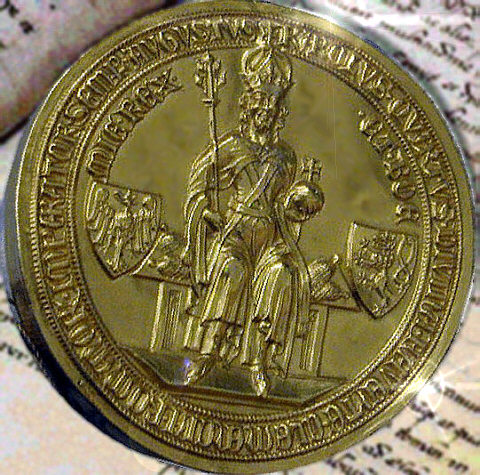
Het gouden bulzegel van keizer Karel IV onder de gelijknamige oorkonde uit 1356

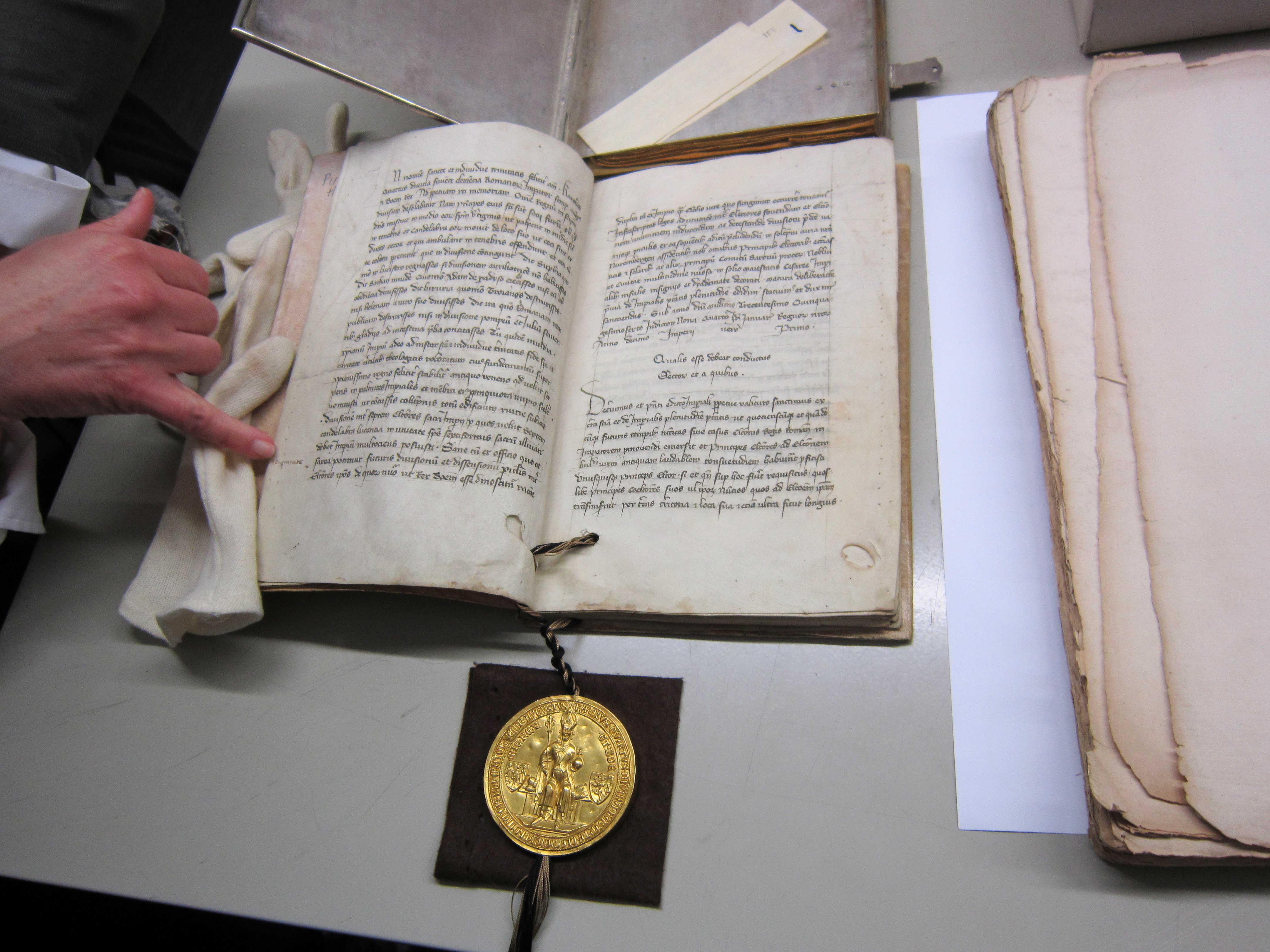
Gouden Bul

De Gouden Bul van 1356 was een document dat in 1356 door keizer Karel IV werd uitgevaardigd om het kiezen van de Duitse koning of keizer van het Heilige Roomse Rijk te regelen.
Het document wordt “Gouden Bul” genoemd, omdat het zegel van deze oorkonde van goud vervaardigd was. De eerste 23 hoofdstukken werden op 10 januari 1356 afgekondigd in Neurenberg op de Neurenberger Rijksdag. Hoofdstuk 24 tot en met 31 werden op 25 december 1356 afgekondigd in Metz. Het is een van de belangrijkste wetgevende documenten van het Heilige Roomse Rijk en de bepalingen ervan zouden tot het einde van dit rijk in 1806 van kracht blijven.

## Inhoud
De Gouden Bul gaf aan de zeven keurvorsten het recht de koning te kiezen. Al sinds de keurvereniging van Rhense in 1338 hadden de keurvorsten dit recht, maar in 1356 werd het recht officieel bekrachtigd en ook door de paus goedgekeurd. Zo kwam er een eind aan de machtsstrijd tussen het huis van de Staufen en het huis van de Welfen. De zeven keurvorsten werden de paltsgraaf aan de Rijn, de hertog van Saksen, de koning van Bohemen, de markgraaf van Brandenburg en de aartsbisschoppen van Trier, Keulen en Mainz.
Ook werd bepaald dat de grondgebieden van de keurvorsten ongedeeld moesten blijven. Zo werd bewerkstelligd dat steeds de eerste echtelijke zoon de volgende keurvorst zou worden.
In de Bul werd bevestigd dat de keurvorsten het recht hadden tol te heffen, recht te spreken, munten te slaan en Joden tegen vijanden te beschermen (tegen betaling), het zogenaamde Jodenrecht. Ook werd de titel voor de wereldlijke keurvorsten erfelijk.
Degene die tot Rooms-Duits koning gekozen was, moest zich vervolgens door de paus tot Rooms keizer laten kronen. Keizer Maximiliaan I noemde zichzelf na zijn koningskroning echter al "gekozen Roomse keizer". De laatste keizerskroning door de paus was daarom die van keizer Karel V in Bologna in 1530.

## Zie ook

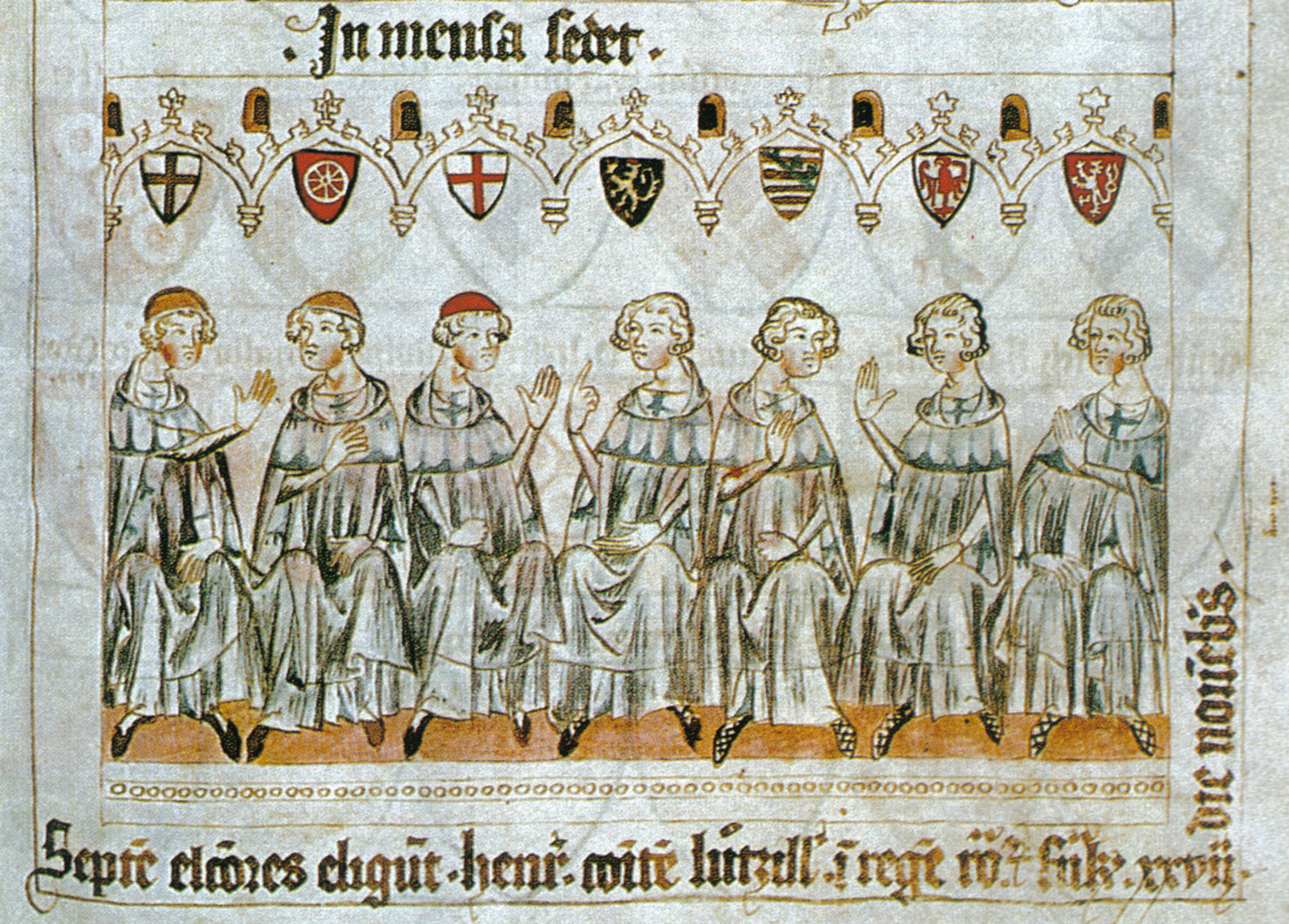